# Marcos Carneiro de Mendonça
Marcos Carneiro de Mendonça noto anche semplicemente come Marcos (Rio de Janeiro, 25 dicembre 1894 – 19 ottobre 1988) è stato un calciatore brasiliano, di ruolo portiere.

## Carriera

### Club
Marcos iniziò la sua carriera nel 1910 nelle file del Haddock Lobo. Successivamente vestì le maglie dell'América e della Fluminense.

### Nazionale
Con la Nazionale brasiliana prese parte al Campeonato Sudamericano de Football 1916, al Campeonato Sudamericano de Football 1919 e al Campeonato Sudamericano de Football 1922.

## Palmarès

### Club

#### Competizioni statali
- Campionato Carioca: 5

America-RJ: 1913
Fluminense: 1917, 1918, 1919, 1924
- Torneio Início do Rio de Janeiro: 2

Fluminense: 1916, 1924